# روح کینه‌توز

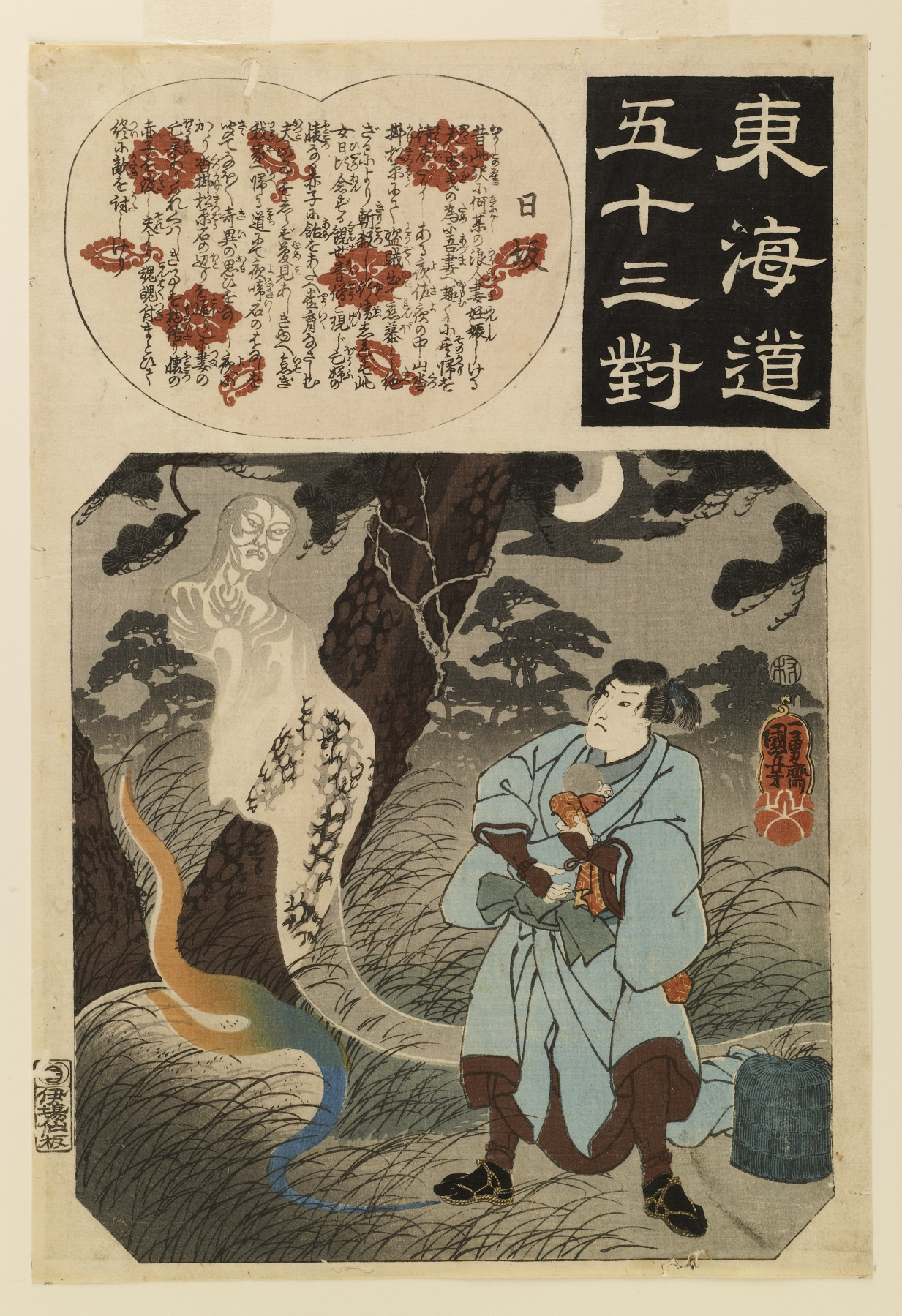
مردی از محلی عبور می‌کند که همسر باردارش در آن‌جا به شکل وحشیانه‌ای به قتل رسیده‌است. روح زن بر او نمایان می‌شود و نوزادشان را به همسرش می‌سپارد. سپس مرد را یاری می‌کند تا از عاملان این حادثه انتقام بگیرد. اوتاگاوا کونی‌یوشی ۱۸۴۵ م.

روح کینه‌توز یا روح انتقام‌جو (به انگلیسی: Vengeful ghost) در اسطوره‌شناسی و فولکلور به روح یا شبح یک شخص مُرده گفته می‌شود که از زندگی پس از مرگ بازمی‌گردد تا انتقام مرگ خشونت‌بار، غیرطبیعی یا غیرعادلانه‌اش را بستاند. در بعضی فرهنگ‌ها که اجرای مراسم تشییع جنازه و کفن و دفن یا سوزاندن جسد از اهمیت خاصی برخوردار هستند، ممکن است چنین صفتی به روح ناراضی فردی گفته شود که پس از مرگش، به شکل مناسبی تشییع و خاکسپاری نشده‌است.

## ریشهٔ فرهنگی
مفهوم روح کینه‌توزی که به خاطر زجری که به عنوان یک فرد زنده متحمل شده به‌دنبال مجازات مسببان است، به دوران باستان بر می‌گردد و در بسیاری از فرهنگ‌ها وجود دارد. طبق چنین افسانه‌ها و باورهایی، آنها ارواح بی‌قرار و سرگردانی هستند که به قصد تلافی در دنیای زندگان پرسه می‌زنند و ممکن است تا زمانی که موفق به مجازات قاتلان یا شکنجه‌گران‌شان نشوند رضایت‌شان جلب نشود.
در بعضی فرهنگ‌ها، ارواح انتقامجو عمدتاً زنانی هستند که در دوران حیات‌شان با آن‌ها ناعادلانه رفتار شده‌است. این زن‌ها یا دختران، ممکن است در ناامیدی یا رنج مرده باشند و زندگی‌شان در حالی به‌پایان رسیده که در معرض سوءاستفاده یا شکنجه بوده‌اند.
جن‌گیری یا تسلی‌بخشی روح از جمله مراسمی هستند که در برخی جوامع و مذاهب در رابطه با ارواح کینه‌توز اجرا می‌شوند. شاخهٔ شمالی قوم آچی در پاراگوئه بر این باورند که به آتش سپردن جسد مردگان به جای دفن کردنشان، ارواح انتقام‌جوی خطرناک را به آرامش می‌رساند. در مواردی که شخصی کشته شده و مراسم تدفین مناسب برگزار نشده، ممکن است اجرای نمادین مراسم تشییع و خاکسپاری طبق آئین‌ها، به منظور به آرامش رساندن روح انجام شود. استفاده از نمک یا سوزاندن برای مکانی که شخص در آن‌جا مُرده یا آلت قتاله‌ای که با آن کشته شده هم میان بعضی فرهنگ‌ها رواج دارد.

## نمونه‌ها

### یونان باستان
- کِرها ارواح مرگ‌های خشونتبار یا بی‌رحمانه در اساطیر یونانی.

### فرهنگ یهودی
- دیبوک روح خبیثی که به‌قصد انجام عملی که در دوران حیاتش قادر به انجام آن نبوده، زندگان را تسخیر می‌کند.

### جزایر بریتانیا
- بانوی سبزپوش روح بی‌قرار زنی که مکان‌های خاصی در اسکاتلند مانند قلعهٔ کرثز را تسخیر کرده‌است. بنابر بعضی روایت‌ها، او با لباس سبز به قتل رسید و جسدش توسط یک خدمتکار در لولهٔ دودکش چپانده شد. گفته می‌شود صدای پای او که با اندوه در قلعه قدم می‌زند، هنوز هم بعضی اوقات شنیده می‌شود.[۶]

### آمریکای لاتین
- پاتاسولا روحی که به شکل زنی دلربا ظاهر می‌شود و مردها را فریب داده و به جایی در عمق جنگل‌های بارانی می‌برد. در آنجا پاتاسولا به شکل واقعی‌اش-که یک موجود یک پا و وحشی است-درمی‌آید و قربانیان را می‌بلعد.

## در رسانه
در تعدادی از فیلم‌های محصول کشورهای مختلف، داستان‌های مربوط به ارواح انتقام‌جو روایت شده که از میان آن‌ها می‌توان به کینه، مغاک و آونگ، غریبه دشت‌های بالا، نگهبان، چپ برای مرده و سایه‌های سیاه اشاره کرد.